# Пятый канал (Украина)
«5 канал» — украинский информационный телеканал.
Отличительной особенностью являются ежечасные выпуски новостей и гостевые студии.
Созданный в 2003 году, наибольшую популярность (третье место в рейтинге, оставив впереди только «Интер» и «1+1») телеканал приобрёл во время президентских выборов 2004 года. Это был единственный телеканал, предоставлявший эфирное время оппозиции. Тогда же он перешёл в режим круглосуточного вещания, транслируя в прямом эфире ход событий Оранжевой революции. В феврале 2005 года «5 канал» стал позиционироваться как «первый информационный канал»: из эфира были полностью исключены художественные фильмы и музыкально-развлекательные передачи, остались новости, аналитические программы, публицистика и документальное кино.
Владельцем телеканала с 2003 по 2021 год был Пётр Порошенко.

## История

### НБМ (1995—2003)
В 1995 году в Черновцах была основана телерадиокомпания «НБМ». Основными направлениями деятельности компании в то время был региональный телеканал «НБМ» и западноукраинская радиосеть «Нико FM» (укр. Ніко FM). Впоследствии компания получила лицензии на вещание в 12 областях и вышла на спутник. С августа 2002 года канал начал транслироваться и в Киеве.
В феврале 2001 года в общеукраинском эфире появилась телерадиокомпания «Экспресс-информ» (Експрес-інформ), основанная в 1993 в Киеве как студия экономических новостей.

### Пятый канал (с 2003)
В 2003 году телерадиокомпании «НБМ» и «Экспресс-информ» создали «5 канал».
Идея и концепция «5 канала» принадлежит журналистам Андрею Шевченко, Роману Скрыпину и Евгению Глибовицкому, которые из-за цензуры покинули телеканалы «Новый», «СТБ» и «1+1» соответственно. Со времени своего основания «5 канал» позиционировал себя как «канал честных новостей». В том же 2003 году журналисты, руководители и владельцы канала подписали соглашение о принципах работы, которые запрещали владельцам вмешиваться в процесс производства новостей, и приняли принципы редакционной политики.
На официальном сайте канала утверждается, что он был создан по стандартам «Би-би-си».
Во время президентских выборов 2004 года «5 канал» был единственным телевизионным каналом, который предоставлял своё эфирное время как власти, так и оппозиции. Сотрудники канала жаловались на давление со стороны власти и провластных политиков. 7 октября владелец «5 канала» Пётр Порошенко подверг резкой критике и обвинил в «выполнении сценария Банковой» Владимира Сивковича, председателя парламентской комиссии по делу об отравлении Виктора Ющенко. Через неделю по иску Сивковича «О защите чести, достоинства, деловой репутации и возмещении морального ущерба» были заблокированы банковские счета канала, после чего журналисты канала объявили голодовку и счета были разблокированы.
Во время Оранжевой революции «5 канал» перешёл в режим круглосуточного информационного вещания и в прямом эфире транслировал события на Майдане в Киеве и других «горячих» точках столицы Украины. Благодаря этому рейтинг канала достиг рекордных показателей — по аудитории «5 канал» занимал третье место в стране, оставив впереди только «Интер» и «1+1», которые имели большой охват национальной сети телевещания.
В феврале 2005 года было заявлено об изменении формата канала — канал объявил себя «первым информационным» каналом. С 14 марта 2005 года из эфира были убраны развлекательные и музыкальные программы, художественные фильмы и прочее, остались только новости, документальные фильмы, аналитические и публицистические программы, передачи о туризме. В то же время «5 канал» оставил руководитель службы новостей Андрей Шевченко, которого на этом посту сменил Роман Скрыпин.
В мае 2006 года с «5 канала» ушёл и Роман Скрыпин, заявив об отсутствии развития канала, а также о том, что на канале разрушена схема принятия решений — в частности, назначение нового шеф-редактора новостей состоялось без обсуждения с ним как с шеф-редактором канала.
В начале июня 2010 года суд удовлетворил требования группы телеканалов «Интер», аннулировав принятое за полтора года до этого решение Нацсовета о выделении «5 каналу» и «ТВі» частот на вещание. Журналисты этих телеканалов заявили о влиянии на судебное решение руководителя СБУ Валерия Хорошковского, который одновременно являлся владельцем группы «Интер».
25 августа 2011 года телевизионный марафон «5 канала» «Украинская независимость», который вели Татьяна Даниленко и Павел Кужеев, установил новый мировой рекорд по продолжительности — 52 часа непрерывного эфира. В октябре телемарафон был зарегистрирован в Книге рекордов Гиннеса.
Во время массовых антиправительственных выступлений на Украине 2013—2014 года, продолжал поддерживать оппозицию. 18 февраля 2014 года эфирное, аналоговое и цифровое вещание канала было прекращено по всей территории Украины на сутки.
По данным Натальи Лигачёвой, шеф-редактора медиа-портала «Телекритика», канал смотрят «все кто активны в бизнесе и политике», но в целом аудитория составляет около 10 % от населения.
В апреле 2014 года Петр Порошенко, будучи кандидатом в президенты Украины, заявил о том, что он не будет продавать телеканал в отличие от других своих компаний, и отметил, что 5-й канал сыграл большую роль и во время Оранжевой революции, и во время Евромайдана.
С 5 сентября 2016 года телеканал вещает в формате 16:9.
В январе 2019 года произошла перекоммутация 5 канала и Прямого, в результате чего Прямой перешёл на мультиплекс МХ-2, а 5 канал перешёл на мультиплекс МХ-5.
В марте 2020 года телеканал начал выходить в HD-формате и обновил свою програмную концепцию, начав показывать документальные фильмы и сериалы на историческую, военную и научную тематику. В сентябре в рамках телемарафона «Ре: визия страны» была запущена линейка вечерних будничных ток-шоу.
В связи с подписанием закона Украины «О предотвращении угроз национальной безопасности, связанных с чрезмерным воздействием лиц, которые имеют значительную экономическую и политическую значимость в общественной жизни (олигархов)» 8 ноября 2021 года владелец канала Петр Порошенко продал и передал все акции телеканала вновь медиахолдинга «Свободные медиа»
В апреле 2022 года Прямой и 5 канал лишились возможности вещать через Концерн радиовещания, радиосвязи и телевидения.

## Структура собственности телеканала
Пётр Порошенко является практически единоличным владельцем «5 канала». Собственниками канала являются две компании с ограниченной ответственностью: «ПII ТОВ „ТРК НБМ“» и «ТРК „Експрес-Информ“». В «ПII ТОВ „ТРК НБМ“» единственным акционером выступает инвестфонд «Prime Assets Capital», владельцем которого является Порошенко. В «ТРК „Експрес-Информ“» инвестфонд «Prime Assets Capital» владеет 90 % акций, а остальные 10 % принадлежат топ-менеджеру «5 канала» Владиславу Лясовскому.

## Новогоднее поздравление 2020
В январе 2020 года вместо традиционного показа новогоднего поздравления президентом Украины (Владимира Зеленского) телеканалами «Пятый» и «Прямой» транслировалось поздравление Петра Порошенко. Запись с Владимиром Зеленским была показана после Порошенко в первые минуты после полуночи.

## Программы
- «Время новостей» (Час новин) — свежие новости — ежечасно.
- «Время. Итоги дня» (Час. Підсумки дня)[24] — ежедневное аналитическое ток-шоу.
- «Время. Итоги недели» (Час. Підсумки тижня) — главное за неделю.
- «РесПублика с Анной Безулик» (РесПубліка з Анною Безулик)[25] — еженедельное общественно-политическое ток-шоу.
- «„Портреты“ с Сергеем Дорофеевым» («Портрети» з Сергієм Дорофеєвим) — интервью-портрет в прямом эфире.
- «В кабинетах» (В кабінетах) — эмоциональное интервью.
- «Мастер-класс с Натальей Фицич» (Майстер-клас із Наталкою Фіцич) — программа о народных ремеслах и мастерах Украины.
- «Энергонадзор» (Енергонагляд) — специализированный информационно-аналитический проект.
- «АгроКонтроль» (АгроКонтроль) — информационно-аналитический тележурнал.
- «АгроСтрана» — программа о сельском хозяйстве на Украине
- «Окно в Европу» (Вікно в Європу) — информационно-аналитический еженедельник.
- «Большая политика» (Велика політика) — анализ главного политического события недели.
- «Жизнь интересна» (Життя цікаве) — лёгкий обзор происходящего в мире.
- «Время спорта» (Час спорту) — все спортивные события в одной программе.
- «Киевское время» (Київський час) — новости Киева.
- «Бизнес-время» (Бізнес Час) — экономика, финансы, статистика; товарные и фондовые рынки; законодательные изменения и их последствия.
- «5 элемент» (5 елемент) — практические советы специалистов всех сфер жизни.
- «Погода на Украине» (Погода в Україні) — прогноз погоды во всех регионах страны.
- «Машина времени» (Машина часу) — «убийства правителей и рождения гениев, государственные перевороты, изобретения, которые изменили мир, неожиданные ракурсы ключевых событий».
- «Погода в мире» (Погода у світі) — прогноз погоды в зарубежных странах.
- «Погода на курортах» (Погода на курортах) — прогноз погоды в курортных странах.
- «Арсенал» (Арсенал) — история оружия и вооружения армий и народов.
- «Рекламная кухня» (Рекламна кухня) — о законах рекламы.
- «Своими глазами» (Своїми очима) — о путешествиях.
- «Press-обзор» (Press огляд) — обзор прессы.
- «Сильные люди» (Сильні люди) — о бизнесменах, учёных, деятелях культуры и искусств.
- «Не первый взгляд» (Не перший погляд) — субъективный взгляд на ту или иную страну.
- «ТрансМиссия» (ТрансМісія) — новости и аналитика автомира.
- «Акцент» (Акцент) — журналистские расследования социальных проблем современной Украины.
- «Автопилот-новости» (Автопілот-новини) — об автомобилях.
- «Автопилот-тест» (Автопілот-тест) — тест-драйвы автомобилей.
- «ДМБ» (ДМБ) — примеры доблести, мужества и благородства.
- «Достичь цели» (Досягти Мети)
- «Драйв» (Драйв) — обзоры чемпионатов по авторалли.
- «Феерия путешествий» (Феєрія мандрів)
- «Игра судьбы» (Гра Долі) — сериал документальных фильмов об украинцах.
- «Мотор-ТВ» (Мотор-ТВ) — об автомобилях.
- «Технопарк» (Технопарк) — о современной электронной технике.
- «Территория закона» (Територія закону) — раскрытие резонансных преступлений и методы противодействия правонарушителям.
- «Здоровые истории» (Здорові історії)
- «Фактор безопасности» (Фактор безпеки) — о мировой безопасности.
- «Информационное утро» (Інформаційний ранок) — утренний информационный канал.
- «Информационный день» (Інформаційний день) — дневной информационный канал.
- «Информационный вечер» (Інформаційний вечір) — вечерний информационный канал.
- «Рандеву» (Рандеву) — авторская программа с Яниной Соколовой.

Параметры спутникового вещания
| Спутник  | Орбитальная позиция          | Частота      | Поляризация  | Символьная скорость | FEC |
| -------- | ---------------------------- | ------------ | ------------ | ------------------- | --- |
| Astra 4A | 5 градусов восточной долготы | 12283,70 MHz | вертикальная | 27500 Мсимв/с       | 3/4 |